# Wriedel
Wriedel – gmina w Niemczech, w kraju związkowym Dolna Saksonia, w powiecie Uelzen, wchodzi w skład gminy zbiorowej Bevensen- Ebstorf.
Do 31 października 2011 gmina należała do gminy zbiorowej Altes Amt Ebstorf.